# پینهارست (تگزاس)
پینهارست، تگزاس (به انگلیسی: Pinehurst, Orange County, Texas) یک شهر در ایالات متحده آمریکا با جمعیت ۲٬۰۹۷ نفر است که در تگزاس واقع شده‌است.